# 去個人化
去个体化是指在群体中因个人感觉自己被淹没而导致个人意识和理解评价感丧失，个体认同被群体的目标认同所取代，个体难以意识到自身的价值与行为，自制力下降而导致人们加入到重复的、冲动的、情绪化的行为中去的过程。这个概念最早由利昂·费斯廷格等人提出。

## 成因
- 个体成员的匿名性
- 个体会受到群体中的外在因素影响

## 相关研究的意义
关于去个体化的研究表明，适当的自我控制是社会稳定所必须的。